# 規劃師註冊管理局
規劃師註冊管理局（英語：Planners Registration Board）是根據香港法例第418章《規劃師註冊條例》的規定於1992年成立的法定機構，負責香港城市規劃師的註冊事宜。
根據香港法例第418章《規劃師註冊條例》，香港規劃師學會的全資格會員及資深會員均有資格申請成為香港的註冊專業規劃師（英語：Registered Professional Planner）。提出申請的會員要在香港取得一年有關專業經驗、通常居於香港及符合條例的其他要求，便可向註冊管理局提出註冊申請。成功者可成為註冊專業規劃師，並在姓名後加入「R.P.P.」頭銜。任何人未經許可而自稱註冊專業規劃師或使用「R.P.P.」頭銜，可能會違反條例的相關規定。

## 專業資格
香港註冊專業規劃師向廣東省作執業備案後，可以直接在廣東省內執業。
此外，截至2021年，香港有29名註冊專業規劃師按《深圳市前海深港現代服務業合作區香港工程建設領域專業機構執業備案管理辦法》獲得前海註冊城鄉規劃師執業備案。

## 外部連結
- 香港規劃師註冊管理局網站 （页面存档备份，存于）